# تراب (حسين أباد)
تراب (بالفارسية: تراب) هي قرية تقع في إيران في قسم حسین أباد. يقدر عدد سكانها بـ 534 نسمة بحسب إحصاء 2016.